# Nazcacultuur

De Nazcacultuur bestond ongeveer tussen het jaar 200 voor Christus en het jaar 1000 van onze jaartelling in de Nazcavallei in het hedendaagse Peru.

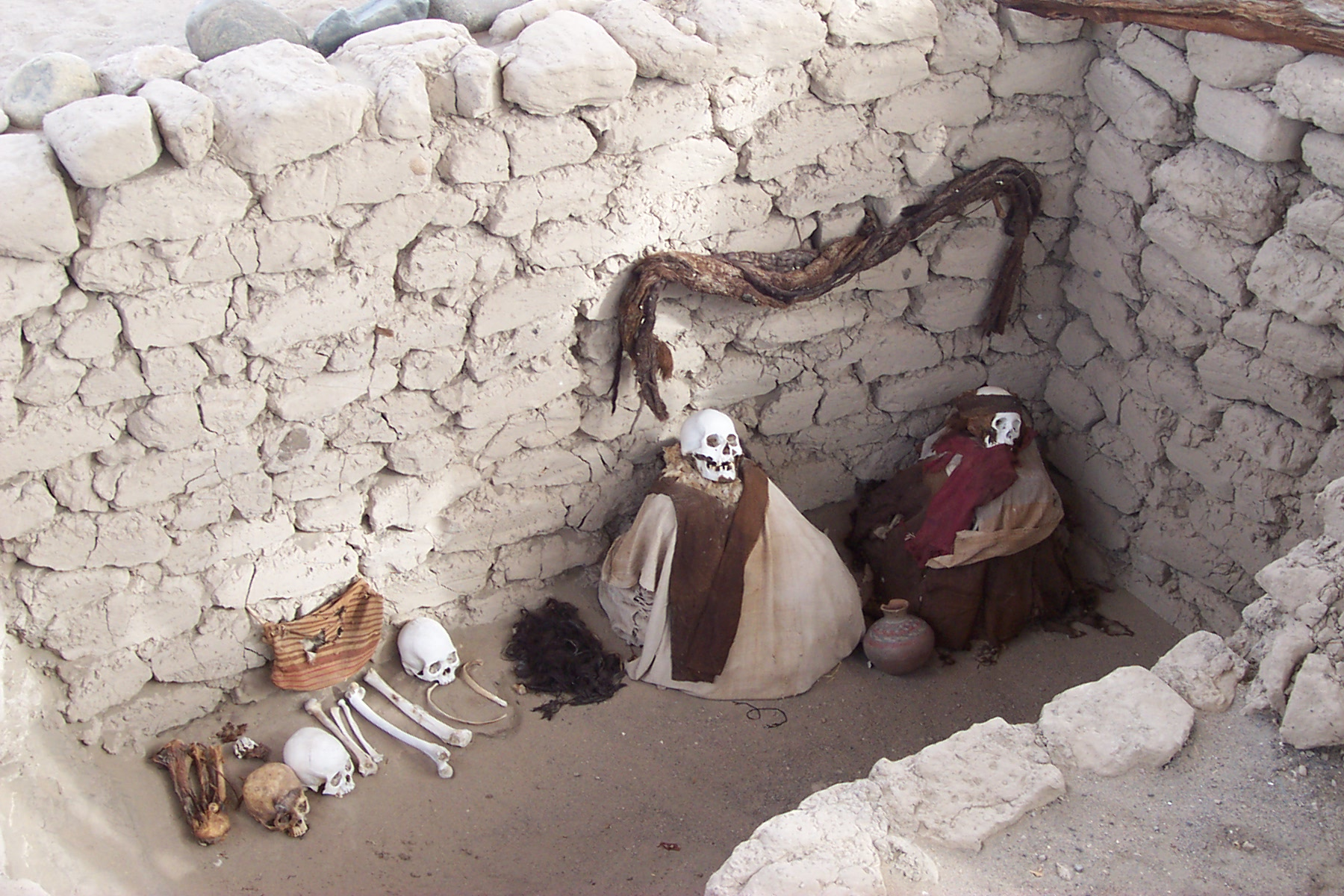
Mummies in Nazcagraf

Nazca staat bekend om de Nazcalijnen: de vele dierfiguren, geometrische figuren en rechte lijnen die ontdekt zijn op de zogenaamde Nasca-pampa. Deze figuren zijn het beste vanuit de lucht te observeren omdat de figuren soms tientallen meters lang zijn. In het recente verleden hebben veel onderzoekers en pseudowetenschappers (zoals Erich von Däniken met “Waren de Goden kosmonauten”, 1969) een verklaring trachten te vinden voor de aanwezigheid van deze zogenaamde geogliefen (aardtekeningen).
Naast aardtekeningen zijn in de Nazca-regio ook andere menselijke ingrepen in het landschap bekend, zoals puquios. Met deze term worden de ondergrondse bronnen aangeduid die te bereiken zijn via spiraalvormig aflopende paden. De voeding van deze bronnen, zo is ontdekt, bestaat uit infiltratie door een grondwaterhoudende bodemlaag, vanuit de bedding van de Nazcarivier. De puquios zijn onderling verbonden door, door mensen aangelegde, ondergrondse bevloeiingskanalen. Vanwege de diepe ligging zijn deze kanalen waarschijnlijk ook bedoeld als buffer/waterberging in tijden van droogte.
Ook zijn uit het gebied veel steencirkels bekend, een gegeven dat in de literatuur over Nazca niet al te vaak vermeld wordt.
De bijzondere geomorfologische omstandigheden (gips in de ondergrond) met een zeer dunne laag van donkerder materiaal (vulkanisch?) in combinatie met de breedtegraad van deze plek, heeft op het Amerikaanse continent wellicht de omstandigheden mogelijk gemaakt dat in een vroeg stadium van de ontwikkeling van de landbouw, relatief langdurige astronomische observaties van sterren, zon, maan en planeten konden worden verricht.
Een sluitend bewijs dat de Nazcalijnen een relatie hebben met de beweging van hemellichamen is echter (nog) niet aangetoond.
Twee markante persoonlijkheden die astronomisch onderzoek in dit kader hebben verricht zijn Maria Reiche en Gerald S. Hawkins. Laatstgenoemde schreef geschiedenis door zijn baanbrekend werk in het doorgronden van de betekenis van Stonehenge. Maria Reiche wijdde haar leven aan het in kaart brengen en het verklaren van de geogliefen, en aan het verzorgen van bescherming voor deze kwetsbare figuren in de Pampa. Zij is in 1998 met respect begraven bij haar woning naast Nazca-pampa.

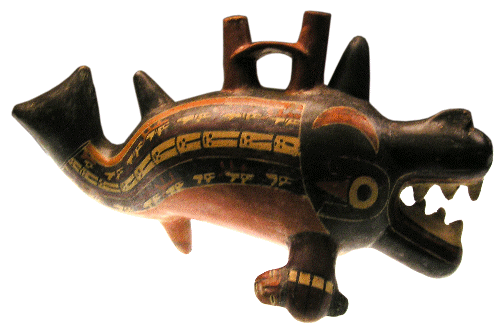
Polychrome vaas Nazcacultuur

De Nazcacultuur kwam tot bloei toen de Chavincultuur in kracht afnam en de bewoners van de valleien hun eigen cultuur konden ontwikkelen. De Nazcacultuur was vooral theoretisch gedacht. De schedelmagie speelde een grote rol, want schedeloffers moesten ervoor zorgen dat het land vruchtbaar bleef. Voor de schedeloffers bedoelde vaten hadden mythologische voorstellingen waarin vaak dieren een rol speelden, en waren in vele kleuren beschilderd. Omstreeks 650 werd de Nazcavallei ingelijfd bij het Huari-rijk.
In de omgeving van Nazca werd goud gevonden. Waarschijnlijk is dit goud verwerkt tot sieraden en grafgiften. Hoewel er gelijkenissen zijn met de Paracascultuur is tegenwoordig de opvatting dat de Nazcacultuur zich min of meer zelfstandig ontwikkeld heeft. Opvallend is dat de Nazcacultuur een op religie gebaseerde cultuur is geweest zonder noemenswaardige expansiedrift.